# Pseudomyrmex spinicola
Pseudomyrmex spinicola é uma espécie de formiga do género Pseudomyrmex, subfamilia Pseudomyrmecinae. Esta espécie foi descrita cientificamente por Emery em 1890.
Vivem em árvores espinhosas, como as acácias  Acacia collinsii ou Acacia allenii, se alimentando de néctar produzido por nectários extraflorais. Proporcionam protecção às plantas a mudança de refúgio e alimento.
São a espécie mais agressiva dos simbiontes que vivem em A. collinsii.
Encontram-se em Belize, Colômbia, Costa Rica, El Salvador, Honduras, México, Nicarágua e Panamá.